# Fanfare for the Common Man (Emerson, Lake & Palmer)

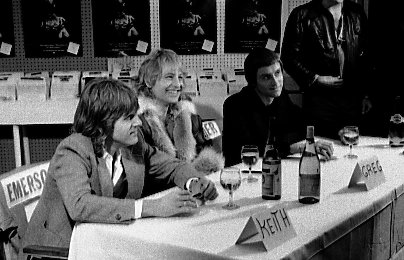
Emerson, Lake & Palmer

Fanfare for the Common Man è un brano strumentale del gruppo musicale inglese Emerson, Lake & Palmer. Ed è l'arrangiamento rock dell'omonima opera classica per ottoni e percussioni, composta nel 1942 dallo statunitense Aaron Copland.

## Descrizione

### Genesi
Nel 1977, il gruppo britannico Emerson, Lake & Palmer ha rielaborato in chiave rock Fanfare for the Common Man di Aaron Copland e l'ha inserita nel proprio album Works Volume 1. Rispetto alla partitura originale, l'introduzione appare più maestosa ed esplosiva; l'uso della sezione ritmica tipica del rock progressivo – basso e batteria – e delle tastiere elettroniche (Keith Emerson esegue il brano su un organo-sintetizzatore Yamaha GX-1) apporta al brano una nuova veste che, grazie ad un'improvvisazione modale centrale, raggiunge la durata di oltre 9 minuti. La rivisitazione ebbe il plauso dello stesso Copland cui Emerson la sottopose in anteprima per ottenere il permesso di pubblicarla.
Sempre di Copland, gli ELP avevano precedentemente adattato Hoedown (dal balletto Rodeo) per il loro album del 1972 Trilogy. Sebbene la band non abbia sempre accreditato la fonte classica per alcuni dei loro brani (i crediti compaiono nelle stampe), Copland è stato accreditato come fonte per Hoedown e Fanfare. A differenza di Bartók e Janáček, Copland era ancora vivo al momento della registrazione.

### Pubblicazione
Oltre ad essere inclusa nell'album Works Volume 1 con la sua durata già considerevole di 9 minuti e 38 secondi, una versione ridotta di Fanfare for the Common Man – accorciata fino alla durata di quasi 3 minuti – venne pubblicata come singolo, in due edizioni diverse, nel maggio dello stesso anno. Il brano è presente anche in molti live, compilation e box-set degli ELP, compreso l'omonimo EP del 25º anniversario (2002) che ne contiene entrambe le versioni.

#### Video promozionale
Il gruppo ne trasse anche un video promozionale girato all'interno dello Stadio Olimpico di Montréal coperto di neve e, nello stesso luogo, la eseguì dal vivo il 26 agosto dello stesso anno con l'ausilio di un'orchestra sinfonica. Questa esibizione fu, a sua volta, documentata all'interno di un film concerto.

## Formazione

### Gruppo
- Keith Emerson – organo Yamaha GX-10
- Greg Lake – basso a 8 corde
- Carl Palmer – batteria, timpani

### Crediti
- Greg Lake – produzione